# 바토르피 칠라

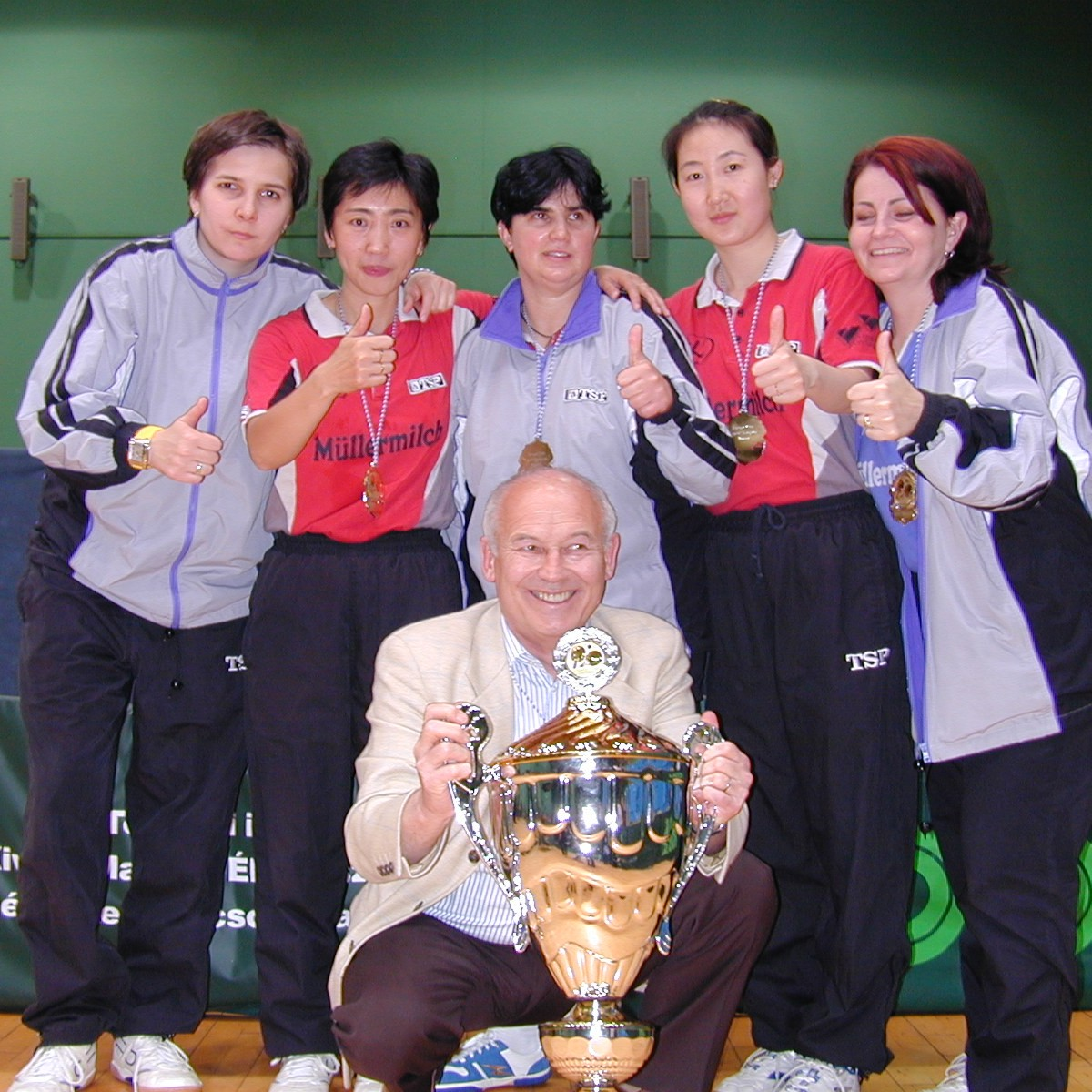

바토르피 칠라(헝가리어: Bátorfi Csilla, 1969년 3월 3일 ~ )는 헝가리의 탁구 선수다. 1995년 중국 텐진 세계선수권대회에서 복식 동메달을 획득하였다. 올림픽에 5회 참가한 최초의 여자 탁구 선수다.